# Семюссак
Семюсса́к (фр. Semussac) — коммуна во Франции, находится в регионе Пуату — Шаранта. Департамент коммуны — Приморская Шаранта. Входит в состав кантона Коз. Округ коммуны — Сент.
Код INSEE коммуны — 17425.

## Население
Население коммуны на 2010 год составляло 2041 человек.
| 1962 | 1968 | 1975 | 1982 | 1990 | 1999 | 2010 |
| ---- | ---- | ---- | ---- | ---- | ---- | ---- |
| 863  | 902  | 933  | 1006 | 1208 | 1421 | 2041 |